# 라이트닝 홉킨스
라이트닝 홉킨스(Lightnin' Hopkins, 1912년 3월 15일 ~ 1982년 1월 30일)는 텍사스주 센터빌 출신의 미국 컨트리 블루스 가수, 작곡가, 기타리스트 그리고 때때로 피아니스트였다. 롤링 스톤 잡지는 그를 역대 최고의 기타리스트 100인 중 71위에 올려 놓았다.
음악 학자 로버트 "맥" 맥코믹은 홉킨스가 "말과 음악이 한 사람의 창조자인 단 한 사람의 작품 속에서 그것의 고대 형태를 나타내는 재즈와 도자기 정신의 구현"이라고 주장했다.

## 같이 보기
- 텍사스 블루스